# 리키 루비오
리카르트 루비오 이 비베스(카탈루냐어: Ricard Rubio i Vives, 1990년 10월 21일 ~ )는 스페인의 농구 선수로 포지션은 포인트 가드이다. 리키 루비오(카탈루냐어: Ricky Rubio)라는 애칭으로도 알려져 있으며 현재 NBA의 클리블랜드 캐벌리어스 소속으로 뛰고 있다.